# Bebrovo, Veliko Tărnovo
Bebrovo (în bulgară Беброво) este un sat în comuna Elena, regiunea Veliko Tărnovo,  Bulgaria. 

## Demografie
Componența etnică a satului Bebrovo
     Bulgari (64,1%)
     Nicio identificare (14,1%)
     Turci (20,51%)
     Romi (0%)
     Altele (1,28%)
La recensământul din 2011, populația satului Bebrovo era de 234 locuitori. Din punct de vedere etnic, majoritatea locuitorilor (64,1%) erau bulgari, cu o minoritate de turci (20,51%). Pentru 14,1% din locuitori nu este cunoscută apartenența etnică.